# Pistoletto (film)
Pistoletto è un film documentario del 2000 diretto da Pierre Coulibeuf e basato sulla vita del pittore italiano Michelangelo Pistoletto.